# Disaccharide

Sucroza, một disaccharide thông dụng

Disaccharide, tên Việt hóa Disaccarit hay đường đôi, là một loại đường (thực phẩm) có cấu tạo từ hai monosaccharide 1. "Disaccharide" là một trong bốn nhóm cacbohydrate (monosaccharide, disaccharide, oligosaccharide và polysaccharide).

## Phân loại
Có hai loại disaccharide cơ bản: disaccharide khử là disaccharide có một trong hai đơn vị monosaccharide có nhóm sxetal tự do; và disaccharide không khử là disaccharide có cả hai đơn vị monosaccharide không có nhóm semiaxetal tự do 2.

## Sự tạo thành
Disaccharide được tạo thành khi hai đường liên kết với nhau và phân tử nước được tách ra. Ví dụ: đường sữa (lactoza) được tạo thành từ glucoza và galactozơ trong khi đường kính (sucroza) được tạo thành từ glucoza và fructoza.
Hai đơn vị monosaccharide được liên kết với nhau nhờ phản ứng tách nước dẫn đến việc mất một phân tử nước và tạo thành liên kết glicozit.

## Tính chất
Liên kết glicozit có thể được tạo thành giữa bất kì nhóm hidroxyl nào của phân tử monosaccharide. Vì vậy, thậm chí khi cả hai đơn vị monosaccharide giống nhau (ví dụ glucoza), nếu vị trí nhóm hidroxyl ở nguyên tử cacbon thứ nhất khác nhau hay dạng của đơn vị monosaccharide khác nhau (α- hay β-) cũng có thể làm tính chất vật lý và hoá học khác nhau.
Dựa vào cấu tạo của đơn vị monosaccharide, disaccharide có thể trong suốt, tan trong nước, có vị ngọt, hoặc dính.

## Một số disaccharide thông dụng
| Disaccharide        | Đơn vị monosaccharide thứ nhất | Đơn vị monosaccharide thứ hai | Liên kết |
| Sucroza (đường mía) | glucoza                        | fructoza                      | α (1→2)  |
| Lactoza (đường sữa) | galactoza                      | glucoza                       | β (1→4)  |
| Maltoza             | glucoza                        | glucoza                       | α (1→4)  |
| Trehaloza           | glucoza                        | glucoza                       | α (1→1)  |
| Xenlobioza          | glucoza                        | glucoza                       | β (1→4)  |

Maltoza và xenlobioza là sản phẩm của sự thủy phân polysaccharide, tinh bột và cellulose.
Các disaccharide ít thông dụng hơn bao gồm:
| Disaccharide  | Đơn vị monosaccharide                      | Liên kết                               |
| Gentiobioza   | hai monome glucoza                         | β (1→6)                                |
| Isomaltoza    | hai monome glucoza                         | α (1→6)                                |
| Kojibioza     | hai monome glucoza                         | α (1→2)3                               |
| Lamina riboza | hai monome glucoza                         | β (1→3)                                |
| Manobioza     | hai monome manoza                          | α (1→2), α (1→3), α (1→4) hoặc α (1→6) |
| Melibioza     | một monome glucoza và một monome galactoza | α (1→6)                                |
| Nigeroza      | hai monome glucoza                         | α (1→3)                                |
| Rutinoza      | một monome rhamnoza và một monome glucoza  | α (1→6)                                |
| Xilobioza     | hai monome xilopiranoza                    | β (1→4)                                |